# ゲラルデッロ・ダ・フィレンツェ
ゲラルデッロ・ダ・フィレンツェ（Gherardello da Firenze, 1320年～1325年生 – 1362年没または1363年没）はイタリアのトレチェント音楽における第一世代の作曲家。ニコロ・ディ・フランチェスコ（Niccolò di Francesco）の別名もある。

## 生涯
音楽家の一族に生まれ、ヤコポとジョヴァンニの兄弟も作曲家になった（作品は散逸）。おそらくフィレンツェ近郊の出身で、生涯のほとんどをフィレンツェですごした。1343年になると、フィレンツェのサンタ・レパラータ大聖堂の登記簿に聖職者として記録されている。後に司祭となり、1345年から1351年までサンタ・レパラータ大聖堂の輔助司祭を務める。この間に黒死病によってフィレンツェが荒廃した。
おそらく1351年ごろに、フィレンツェから30キロほど離れたベネディクト会系のヴァロンブローザ修道院に入会し、余生についての詳細は失われており、没年については、おそらくシモーネ・ペルッツィによって書かれたゲラルデッロ追悼のソネットから、1362年か1363年と割り出されている。

## 音楽作品
ゲラルデッロは存命中は、宗教曲によって高名だったが、多くが散逸してしまっている。ゲラルデッロのグローリア唱とアニュス・デイは、1400年以前にイタリア人作曲家によって作曲された数少ないミサ曲の一つである。ゲラルデッロのミサ断章の作曲様式は、トレチェントのマドリガーレの作例に類似しているが、それでも情緒的に抑制されている。いずれも2声のために作曲されており、ところどころで交互に歌う部分があるものの、歌手はほとんど一緒に歌っている。
ゲラルデッロの世俗曲は、より多くの数が現存する。2声のための10曲のマドリガーレ、独唱のための5曲のバッラータのほか、非常に名高い3声のためのカッチャ《 Tosto che l'alba》がある。様式的にゲラルデッロの作品は、初期のトレチェント音楽の典型であり、同一の歌詞を同時に歌うが、カッチャは別で、2つの上声部が急速に動いてカノンを形成し、最低声部は長めの音符によって自由に作曲されている。
ゲラルデッロ作品の大半は、15世紀の『スクアルチャルーピ写本』において保存されているが、その他にトスカナ地方のいくつかの写本にも伝承されている。